# Tommy Rettig
Pour les articles homonymes, voir Rettig.
Tommy Rettig est un acteur, auteur et ingénieur en génie logiciel américain né le 10 décembre 1941 dans le Queens (New York) et mort le 15 février 1996 à Marina del Rey (Californie).

## Biographie

### Jeunesse et études
Thomas Noel Rettig naît le 10 décembre 1941 à Jackson Heights dans le quartier du Queens (New York), d'Elias Rettig, inspecteur de pièces aéronautiques chez Lockheed, et Rosemary Nibali, sans profession.
Il effectue ses études secondaires à la University High School de Los Angeles.

### Carrière
Tommy Rettig fait ses débuts sur scène à l'âge de six ans lors d'une tournée de la comédie musicale Annie Get Your Gun avec Mary Martin. Deux ans plus tard, la famille s'installe à Hollywood où il est très vite repéré par le cinéma et la télévision, tournant son premier film en 1950 sous la direction d'Elia Kazan. Il décroche par la suite le rôle principal dans Les 5 000 Doigts du Dr T (1953) de Roy Rowland, écrit par le Dr Seuss, et joue aux côtés de Marilyn Monroe et Robert Mitchum dans Rivière sans retour (1954) d'Otto Preminger. 
La même année, il est choisi parmi 500 candidats pour interpréter le rôle de Jeff Miller dans la série télévisée Lassie (1954-1957). Il tourne à partir de ce moment presque exclusivement pour la télévision, apparaissant dans de nombreuses séries telles que La Grande Caravane, Peter Gunn, Le Vagabond,Le Fugitif, etc. Il adopte en grandissant le pseudonyme de Tom Rettig.

### Reconversion
Il abandonne le métier d'acteur à la fin des années 1960 et s'installe en 1971 avec sa famille dans la ferme qu'il a achetée à Arroyo Grande. S'étant lancé dans la culture de la marijuana, il s'attire des ennuis avec la justice. Trois ans plus tard, il manque de peu d'être condamné pour détention de cocaïne après avoir accompagné des amis au Pérou. 
Cette mésaventure ayant servi d'électro-chocs, il change radicalement de vie, devient végétarien, arrête de fumer et se remet au sport. Il trouve du travail en tant que courtier d'assurances avant de trouver finalement sa voie 1980 dans la programmation informatique. Il est engagé en 1983 chez le jeune éditeur de logiciels Ashton-Tate, où il se spécialise dans le développement de dBASE, Clipper, FoxBASE et FoxPro, langages auxquels il consacre plusieurs ouvrages. 
En 1992, il fait une dernière apparition à l'écran en reprenant le rôle de Jeff Miller dans le dernier épisode de la série Les Nouvelles Aventures de Lassie (en), qu'il co-écrit.
Installé à Marina del Rey, il meurt d'une insuffisance cardiaque le 15 février 1996 à l'âge de 54 ans et est incinéré au crématorium du cimetière d'Inglewood. Ses cendres sont dispersées en mer lors d'une cérémonie conjointe pour un de ses amis également enfant-acteur, Rusty Hamer (en), qui s'était suicidé en 1990.

### Vie privée
Tom Rettig épouse le 19 décembre 1959 son amie d'enfance, la chanteuse Darlene Portwood. Le couple a deux enfants, Tommy Jr. et Deane, avant de divorcer en juillet 1977 à la suite de la condamnation de Tom pour trafic de stupéfiants. Il entretient à partir de 1988 une relation avec Ellen Sander, auteure et consultante en informatique avec laquelle il co-signe le manuel de programmation Tom Rettig's FoxPro Handbook en 1990. Il est également le père naturel de l'acteur Mason Storm (né en 1977)[réf. nécessaire].

## Filmographie

### Cinéma

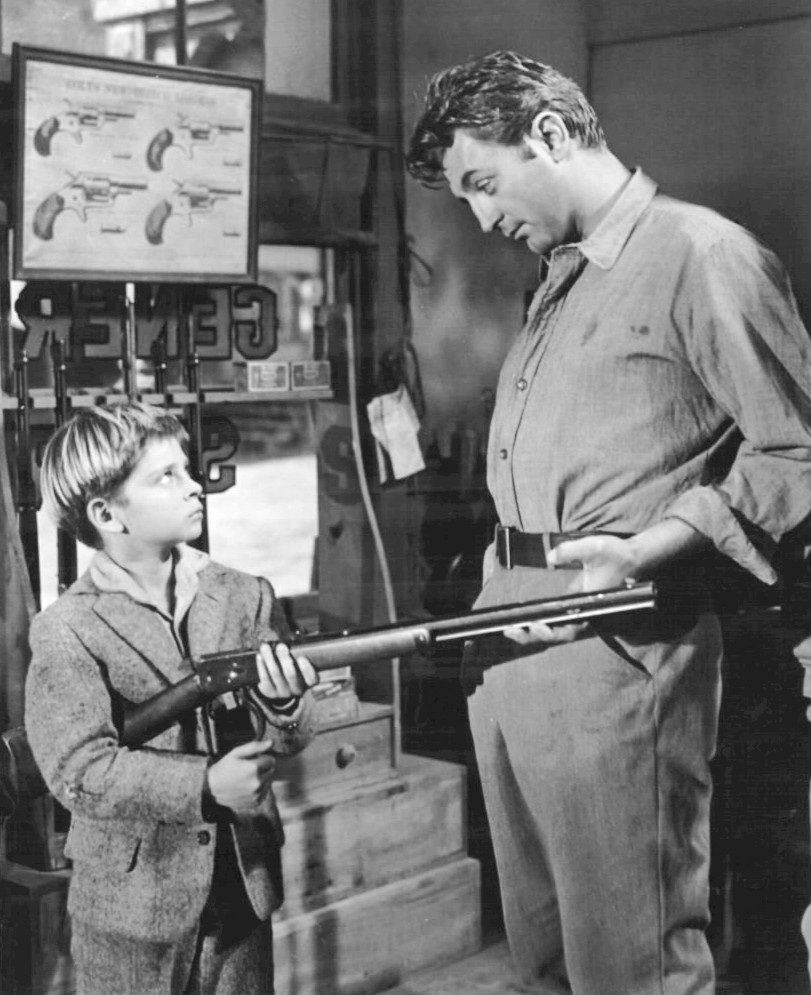
Avec Robert Mitchum dans Rivière sans retour (1954).

- 1950 : Panique dans la rue (Panic in the streets) d'Elia Kazan : Tommy Reed
- 1950 : Gare au percepteur (The Jackpot) de Walter Lang : Tommy Lawrence
- 1950 : Les Heures tendres (Two Weeks with Love) de Roy Rowland : Ricky Robinson
- 1950 : On va se faire sonner les cloches (For Heaven's Sake) de George Seaton : Joe Blake
- 1951 : Le Cabaret du soleil couchant (The Strip) de László Kardos : Artie Ardey
- 1951 : Enlevez-moi, Monsieur ! (Elopement) de Henry Koster : Daniel Reagan
- 1951 : Les Parents apprivoisés (Week-End with Father de Douglas Sirk : David Bowen
- 1952 : Marins et Marraines (en) (Gobs and Gals) de R. G. Springsteen : Bertram
- 1952 : Paula de Rudolph Maté : David Larson
- 1953 : Madame voulait un manteau de vison (The Lady Wants Mink) de William A. Seiter : Ritchie Connors
- 1953 : Les 5 000 Doigts du Dr T (The 5000 Fingers of Dr. T) de Roy Rowland : Bartholomew Collins
- 1953 : Mon grand (So Big) de Robert Wise : Dirk à 8 ans
- 1954 : Rivière sans retour (River of no Return) d'Otto Preminger : Mark Calder
- 1954 : Le Raid (The Raid) de Hugo Fregonese : Larry Bishop
- 1954 : L'Égyptien (The Egyptian) de Michael Curtiz : Thoth
- 1955 : La Toile d'araignée (The Cobweb) de Vincente Minnelli : Mark
- 1955 : Le Doigt sur la gâchette (At Gunpoint) d'Alfred L. Werker : Billy Wright
- 1956 : La Dernière Caravane (The Last Wagon) de Delmer Daves : Billy

### Télévision

#### Séries télévisées
- 1949 : Kraft Television Theatre (en), épisode Seen But Not Heard(3.11)
- 1949 : Studio One, épisode Mary Poppins(2.15) : Michael Banks
- 1950 : Escape, épisode The Myth Makers
- 1951 : Kraft Television Theatre, épisode The Adventures of Tom Sawyer (4.41) : Huckleberry Finn
- 1952 : Chevron Theatre (en) (4 épisodes)
- 1952 : The Ford Television Theatre (en), épisode Heart of Gold (1.13) : Fitzjames Lindsey
- 1953 : Four Star Playhouse, épisode No Identity (1.13) : Tommy
- 1953 : Your Play Time (en), épisode Long, Long Ago (1.8) : Johnny
- 1953 : The Ford Television Theatre, épisode The First Born (1.19) : Robin Glenn
- 1954 : Omnibus, épisode Nothing So Monstrous (2.17) : Robert
- 1954 : Lux Video Theatre (en), épisode Shall Not Perish (4.21) : Jody
- 1954 : The Ford Television Theatre, épisode The Good of His Soul (2.23) : Larry Hartley
- 1954-1957 : Lassie : Jeff Miller (116 épisodes)
- 1955 : Schlitz Playhouse of Stars, épisode Mr. Ears (4.31) : John Kelly
- 1958 : Studio One, épisodes Presence of the Enemy (10.19) et No Place to Run (10.47) : Jim Metcalf / Johnny Weber
- 1958 : Whirlybirds (en), épisode Unwanted (2.8) : Bobby
- 1958 : Sugarfoot, épisode The Ghost (2.4) : Steve Carter
- 1960 : The Man from Blackhawk (en), épisode The Ghost of Lafitte (1.20) : Pierre
- 1960 : Lawman (en), épisode The Town Boys (3.1) : Dean Bailey
- 1961 : Sugarfoot, épisode Trouble at Sand Springs (4.9) : Jimmy Benbow
- 1961 : La Grande Caravane (Wagon Train), épisode Weight of Command (4.18) : Billy Gentry
- 1961 : Peter Gunn, épisode I Know It's Murder (3.19) : Kevin Daniels
- 1962 : Les Aventuriers du Far West (Death Valley Days), épisode Davy's Friend (11.9) : Joel Robinson
- 1964 : Le Vagabond (The Littlest Hobo), épisode Curse of Smoky Ridge (1.23) : Nathan
- 1965 : Many Happy Returns (en), épisode The Diamond (1.18) : Eddie
- 1965 : Mr. Novak (en), épisode The Firebrand (2.28) : Frank
- 1965 : Le Fugitif (The Fugitive), épisode Trial by Fire (3.14) : J. J. Eckhardt
- 1966 : Never Too Young (en) : JoJo (14 épisodes)
- 1966 : The Fisher Family (en), épisode The Boat that Rocked the Family : Dave Collins
- 1969 : The Fisher Family : Chuck
- 1992 : Les Nouvelles Aventures de Lassie (en), épisode The Computer Study (2.23) : Jeff Miller

## Écrits
- (en) Tom Rettig, Jay Hanson et Luis Castro, Advanced programmer's guide: featuring dBase II and dBase II, Ashton-Tate, 1985 (ISBN 9780912677057)
- (en) Tom Rettig et Debby Moody, Expert Advisor: dBase III Plus, Addison Wesley, 1988 (ISBN 9780201171976)
- (en) Tom Rettig et Debby Moody, Tom Rettig's Clipper Encyclopedia, Addison Wesley, 1989 (ISBN 9780553347982)
- (en) Tom Rettig, Debby Moody et Ellen Sander, Tom Rettig's FoxPro Handbook, Bantum Books, 1990 (ISBN 9780553349375)